# Związek Południowy
Zasugerowano, aby zintegrować ten artykuł z artykułem Towarzystwo Południowe. Nie opisano powodu propozycji integracji.
Związek Południowy – obok Związku Północnego jedna z organizacji rosyjskiego szlacheckiego ruchu rewolucyjnego dekabrystów. Ukształtowała się w latach 1820–1822. Jego członkami byli niemal wyłącznie oficerowie wojsk stacjonujących na Ukrainie, m.in. P.I. Pestel, M.P. Bestużew-Riumin, S.J. Murawjow-Apostoł.
Centrum sprzysiężenia znajdowało się w Tulczynie, jego programem była tzw. Ruska Prawda P.I. Pestela postulująca utworzenie republiki i zniesienie poddaństwa. W 2. połowie 1825 do organizacji przyłączyło się Stowarzyszenie Zjednoczonych Słowian (założone przez Polaka J. Lublińskiego).
Przedstawiciele Związku Południowego prowadzili pertraktacje z polskim Towarzystwem Patriotycznym, które nie doprowadziły do porozumienia ze względu na różnice odnośnie do ustroju i granic przyszłej Polski. P.J. Pestel starał się o połączenie ze Związkiem Północnym na bazie Ruskiej Prawdy. Po nieudanym powstaniu w grudniu 1825 stowarzyszenie uległo rozbiciu. Przywódcy ponieśli śmierć, zaś 100 innych spiskowców zesłano na Syberię.